# Кайданов, Яков Кузьмич
Яков Кузьмич Кайданов (30 марта 1779, Лохвица — 20 декабря 1855, Петербург, Российская империя) — русский врач, естествоиспытатель и философ, старший брат историка Ивана Кайданова.

## Биография
Родился Яков Кайданов 30 марта 1779 года в Лохвице. В 1799 году из философского класса Киевской духовной академии поступил в Петербургскую Медико-хирургическую академию. Курса не окончил, назначен репетитором при профессоре патологии и терапии.
В 1803 году окончил курс Петербургского медико-хирургического училища со степенью кандидата хирургии 1 отделения. В октябре 1803 года в числе 6 других врачей командирован в Австрию, Германию и Данию для специализации по ветеринарии. 3 года изучал ветеринарию за границей, преимущественно в Венской и Берлинской ветеринарных школах.
В 1809 году занимал должность профессора МХА. В 1813 году успешно защитил докторскую диссертацию на латинском языке «Четвертичность жизни». В данной докторской диссертации он сделал анализ различных форм жизни, существующих в природе. По его мнению имеются четыре формы жизни — примитивная, растительная, животная и человеческая.
Масон, с 1810 года член петербургской ложи «Елизаветы к добродетели».
В 1823—1829 статский советник. С 1828 вице-директор медицинского департамента Военного министра.
Скончался Яков Кайданов 20 декабря 1855 года в Петербурге.
Похоронен около церкви Св. Духа на Большой Охте в Петербурге, в настоящее время кладбище уничтожено.